# Andrei Radu (futbolista nacido en 1996)
Andrei Radu (București, Rumanía, 21 de junio de 1996) es un futbolista rumano. Juega de defensa y su equipo actual es el Dinamo București de la Liga I.

## Selección
| Selección        | Año  | PJ | Goles |
| ---------------- | ---- | -- | ----- |
| Selección Sub-17 | 2013 | 2  | 0     |
| Selección Sub-21 | 2017 | 1  | 0     |

## Clubes
| Club                          | País    | Año         | PJ | Goles |
| ----------------------------- | ------- | ----------- | -- | ----- |
| Dinamo Bucureşti              | Rumania | 2012 - 2015 | 10 | 0     |
| FC Academica Argeș            | Rumania | 2015        | 3  | 0     |
| ACS Berceni                   | Rumania | 2016        | 28 | 1     |
| Aris de Limassol              | Chipre  | 2016 - 2018 | 45 | 0     |
| CFR Cluj                      | Rumania | 2018 - 2020 | 1  | 0     |
| Concordia Chiajna (cedido)    | Rumania | 2019        | 11 | 0     |
| CSM Politehnica Iași (cedido) | Rumania | 2019 - 2020 | 17 | 0     |
| Dinamo Bucureşti              | Rumania | 2020 -      | 11 |       |